# Namling
| Tibetische Bezeichnung                           |
| ------------------------------------------------ |
| Tibetische Schrift: རྣམ་གླིང་རྫོང་                    |
| Wylie-Transliteration: rnam gling rdzong         |
| Offizielle Transkription der VRCh: Namling Dzong |
| Chinesische Bezeichnung                          |
| Vereinfacht: 南木林县                            |
| Pinyin:Nánmùlín Xiàn                             |

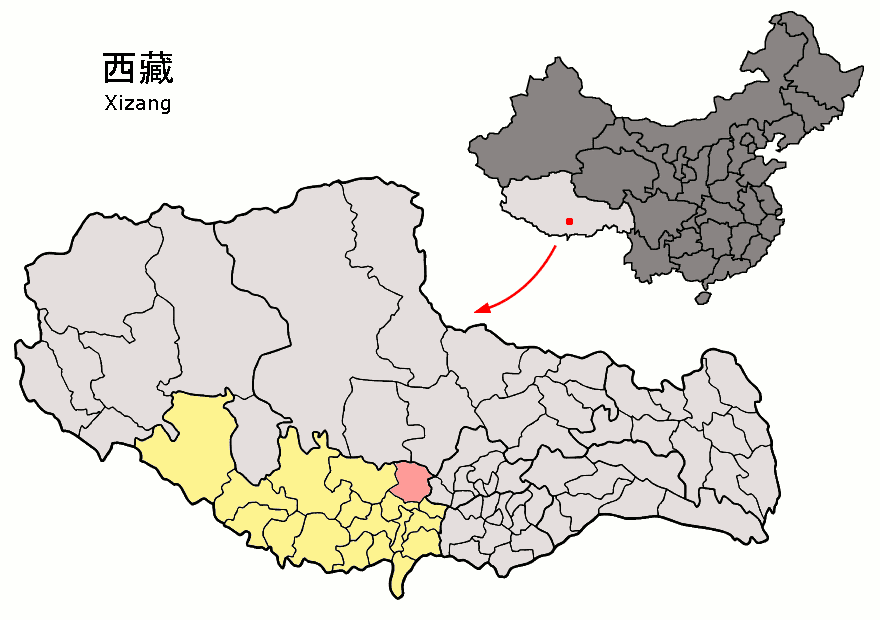
Lage von Namling in Xigazê, Autonomes Gebiet Tibet

Namling ist ein Kreis der bezirksfreien Stadt Xigazê im Autonomen Gebiet Tibet der Volksrepublik China. Er hat eine Fläche von 8.120 km² und 83.531 Einwohner (Stand: Zensus 2020). Ende 2007 zählte Namling 79.909 Einwohner.

## Administrative Gliederung
Auf Gemeindeebene setzt sich der Kreis aus einer Großgemeinde und sechzehn Gemeinden zusammen. Diese sind (amtliche Schreibweise / Chinesisch):
- Großgemeinde Namling (南木林镇), Sitz der Kreisregierung;
- Gemeinde Car (查尔乡);
- Gemeinde Dagna (达那乡);
- Gemeinde Doqoi (多角乡);
- Gemeinde Êma (艾玛乡);
- Gemeinde Gyamco (甲措乡);
- Gemeinde Karzê (卡孜乡);
- Gemeinde Lhabupu (拉布普乡);
- Gemeinde Mangra (芒热乡);
- Gemeinde Numa (奴玛乡);
- Gemeinde Putang (普当乡);
- Gemeinde Dagzê (达孜乡);
- Gemeinde Qum (秋木乡);
- Gemeinde Ratang 热当乡
- Gemeinde Rindü (仁堆乡);
- Gemeinde Sogqên (索金乡);
- Gemeinde Tobgyai (土布加乡).